# Centro de História da Sociedade e da Cultura
O Centro de História da Sociedade e da Cultura (CHSC) é um dos centros de investigação da Faculdade de Letras da Universidade de Coimbra.
Vocacionado para a investigação na área da História, constitui-se como herdeiro do Centro de Estudos Históricos, criado na década de 70, ligado inicialmente ao Instituto Nacional de Investigação Científica e mais tarde à Junta Nacional de Investigação Científica e Tecnológica (JNICT).